# フォレスト郡 (ウィスコンシン州)
座標: 北緯45度40分 西経88度47分 / 北緯45.67度 西経88.78度
フォレスト郡（英: Forest County）は、アメリカ合衆国ウィスコンシン州にある郡。2005年の推定人口は9,961人で、郡庁所在地はクランドン (Crandon) である。
郡内にはフォレスト郡ポタワトミ・コミュニティーやソカオゴン・チペワ・コミュニティーといったインディアン居留地が置かれている。

## 地理
アメリカ合衆国国勢調査局によると、この郡は総面積2,710 km2 (1,046 mi2) である。このうち2,626 km2 (1,014 mi2) が陸地で、84 km2 (32 mi2) が水地域である。総面積の3.09%が水地域となっている。

### 隣接する郡
- アイアン郡 (ミシガン州)（北）
- フローレンス郡（北東）
- マリネット郡（東）
- オコント郡（南東）
- ラングレード郡（南西）
- オナイダ郡（西）
- ビラス郡（北西）

### 郡内の幹線道路
| - 国道8号線 - 州道32号線 - 州道52号線 - 州道55号線 | - 州道70号線 - 州道101号線 - 州道139号線 |

## 人口動静

2000年国勢調査時のフォレスト郡の人口ピラミッド

2000年現在の国勢調査で、この郡は10,024人、4,043世帯、及び2,769家族が暮らしている。人口密度は4/km2 (10/mi2) で、3/km2 (8/mi2) の平均的な密度に8,322軒の住居が建っている。この郡の人種的構成は白人85.86%、黒人（アフリカ系）1.18%、先住民11.30%、アジア系0.17%、太平洋諸島系0.04%、その他の人種0.23%、及び混血1.22%で、人口の1.08%がヒスパニックまたはラテン系である。住民のうち34.3%がドイツ系、11.4%がポーランド系、7.4%がアイルランド系、5.4%がアメリカ系の子孫である。住民の95.5%が英語、1.4%がスペイン語、1.0%がポタワトミ語をそれぞれ母語としている。
4,043世帯のうち、29.20%は18歳未満の子どもと暮らしており、54.00%は夫婦で生活している。9.80%は未婚の女性が世帯主であり、31.50%は家族以外の住人と同居している。28.20%は独身の居住者が住んでおり、13.20%は65歳以上で独居である。1世帯あたりの平均人数は2.39人であり、家庭の場合は2.89人である。
郡内の住民の年齢別構成は25.30%が18歳未満の未成年、18歳以上24歳以下が7.80%、25歳以上44歳以下が23.90%、45歳以上64歳以下が23.80%、および65歳以上が19.30%となっている。中央値年齢は40歳である。女性100人ごとに対して男性は100.20人いて、18歳以上の女性100人ごとに対して男性は99.00人いる。

## 都市および町

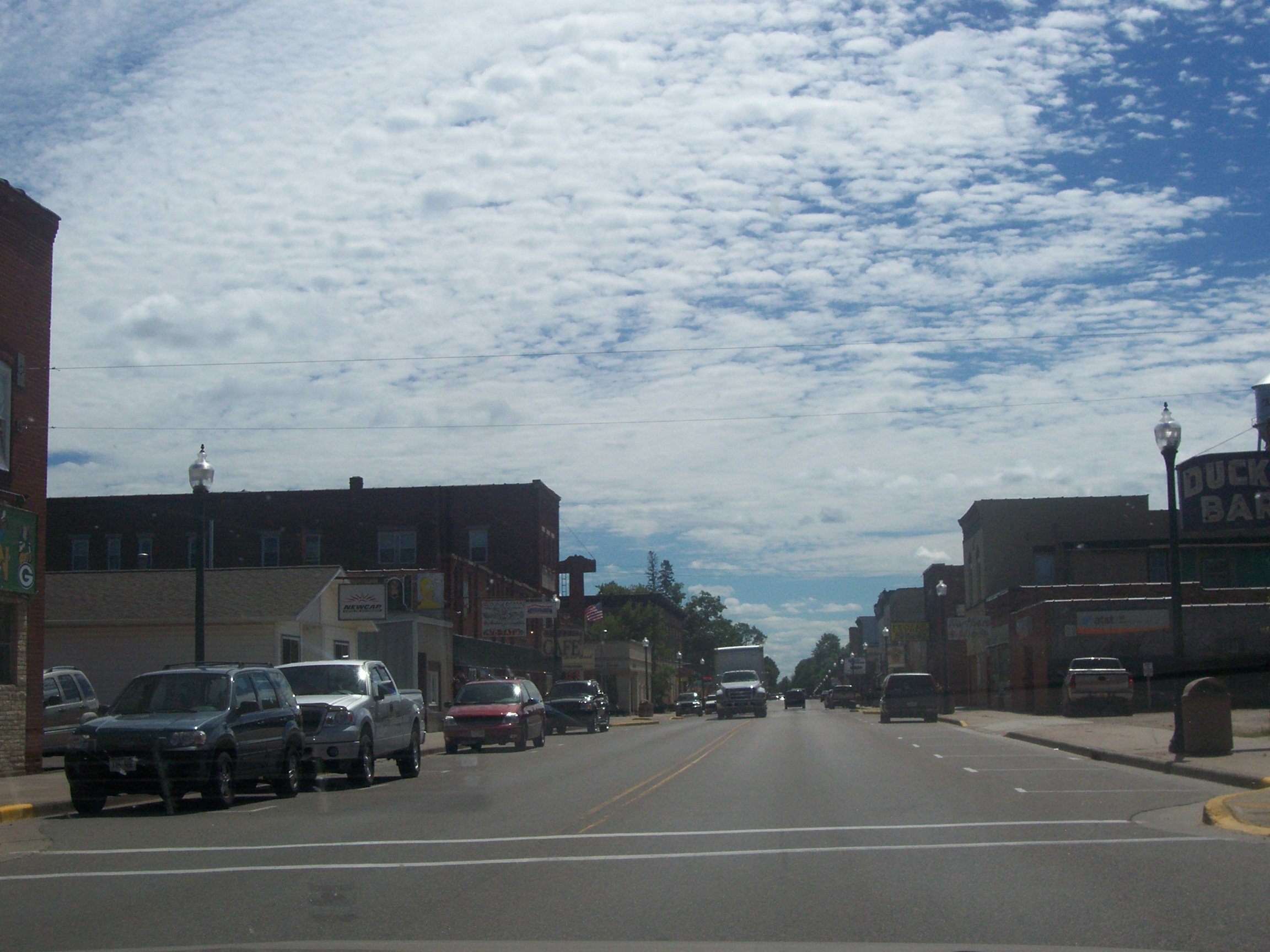
クランドンのダウンタウンの街並み

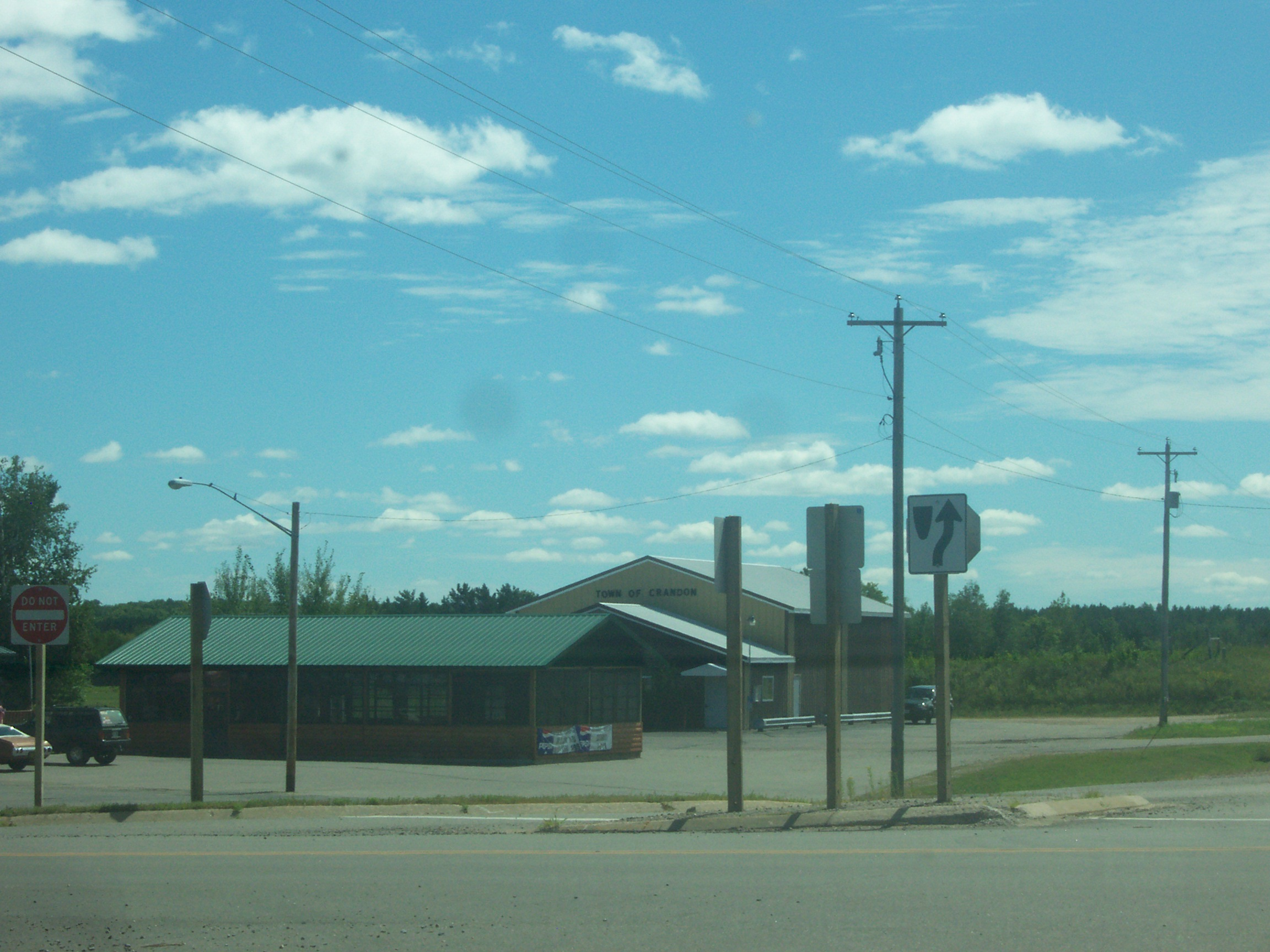
クランドン（町）の役場

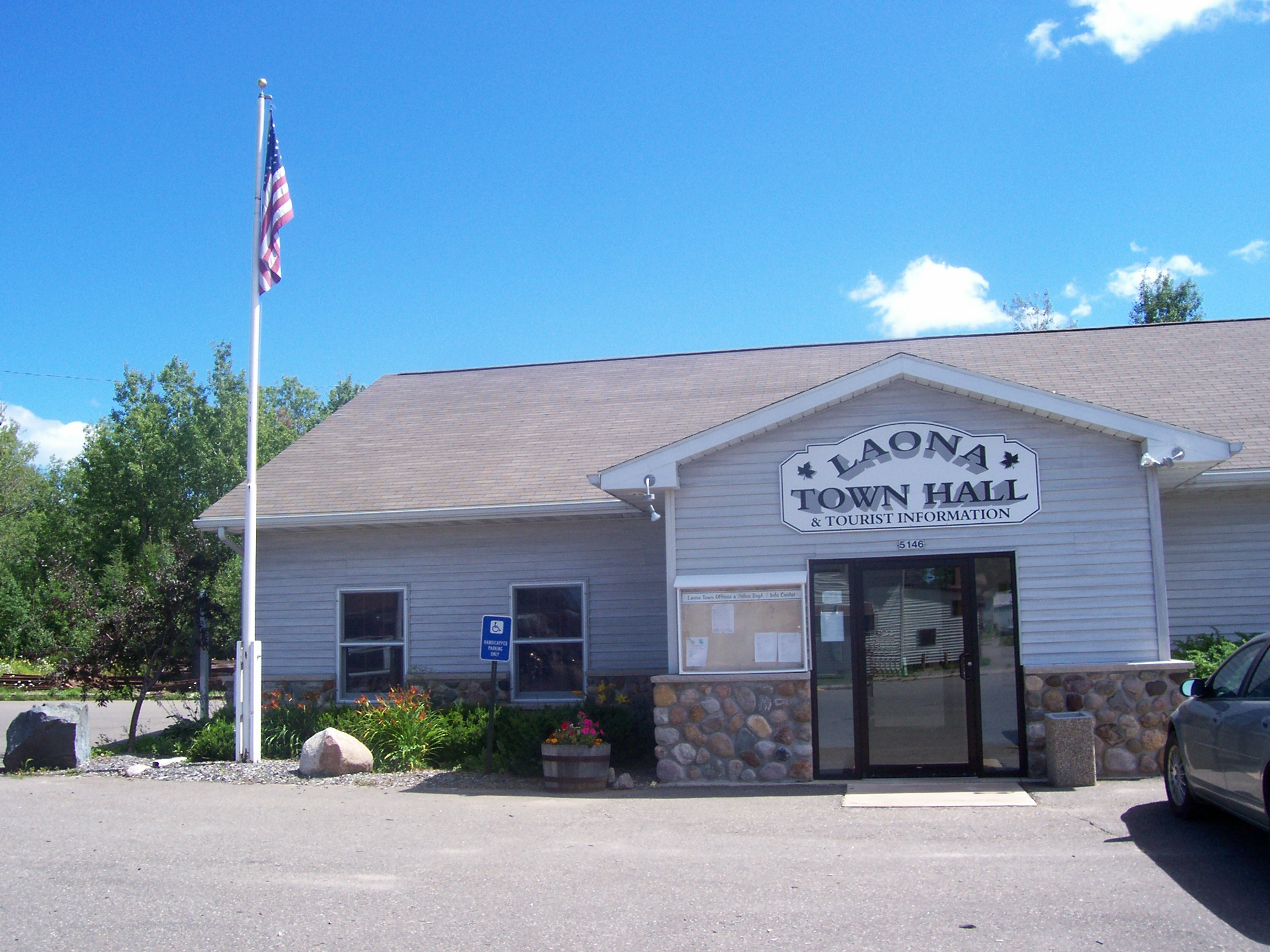
ラオナ（非行政コミュニティー）の役場

### 都市
- クランドン (en:Crandon, Wisconsin)

### 町
ウィスコンシン州では、町（タウン）は郡区の役割を果たしている。
- アルヴィン (en:Alvin, Wisconsin)
- アルゴンヌ (en:Argonne, Wisconsin)
- アームストロング・クリーク (en:Armstrong Creek, Wisconsin)
- ブラックウェル (en:Blackwell, Wisconsin)
- キャスウェル (en:Caswell, Wisconsin)
- クランドン（町） (en:Crandon (town), Wisconsin)
- フリーダム (en:Freedom, Forest County, Wisconsin)
- ヒルズ (en:Hiles, Forest County, Wisconsin)
- ラオナ (en:Laona, Wisconsin)
- リンカーン (en:Lincoln, Forest County, Wisconsin)
- ナッシュヴィル (en:Nashville, Wisconsin)
- ポップル・リバー (en:Popple River, Wisconsin)
- ロス (en:Ross, Wisconsin)
- ワベノ (en:Wabeno, Wisconsin)

## 非行政コミュニティー
- カーター (en:Carter, Wisconsin)
- カヴール (Cavour)
- ラオナ (en:Laona (community), Wisconsin)
- ラオナ・ジャンクション (en:Laona Junction, Wisconsin)
- モール・レイク (en:Mole Lake, Wisconsin)
- パドゥス (en:Padus, Wisconsin)

## ギャラリー

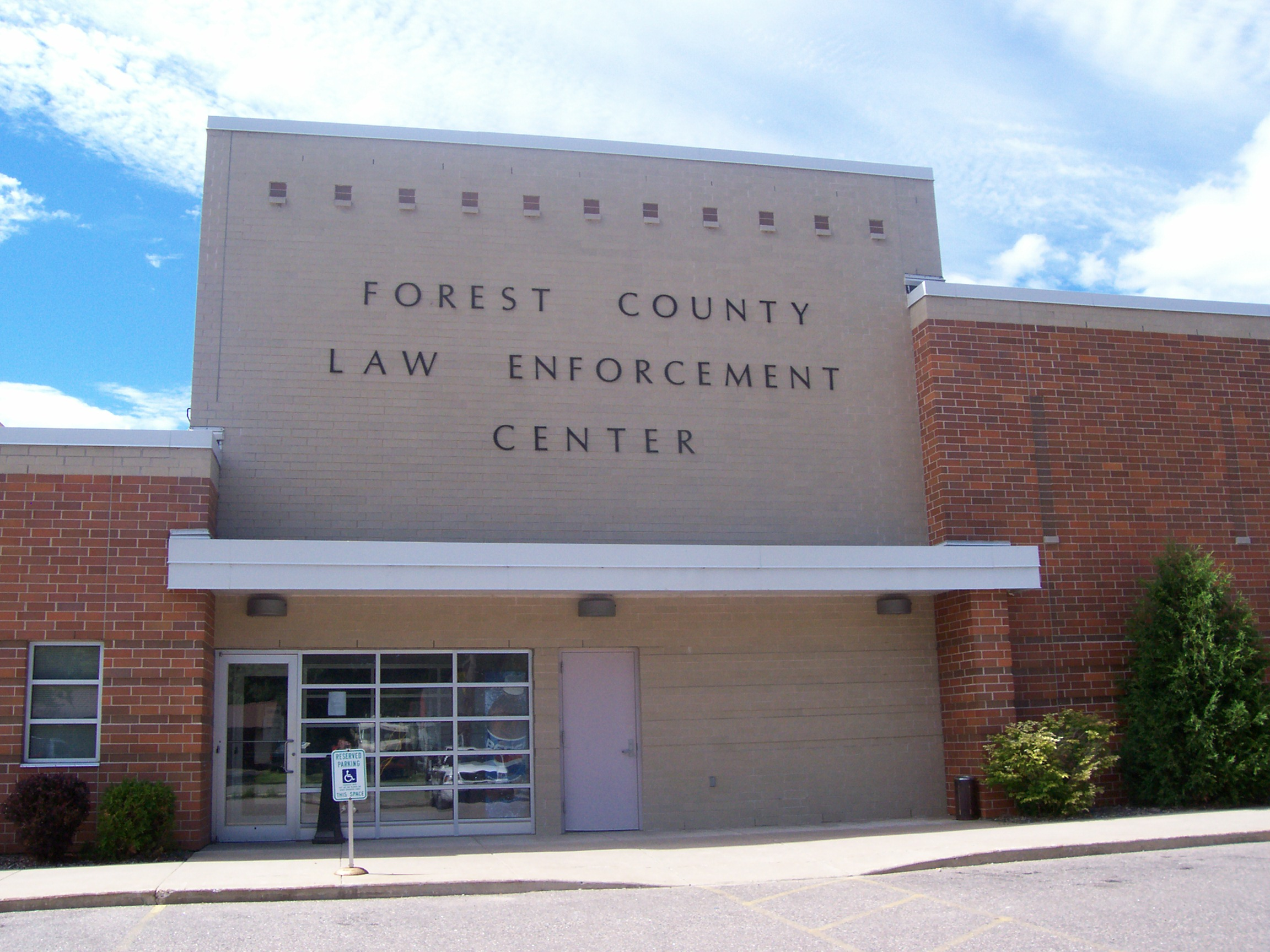
法執行センター
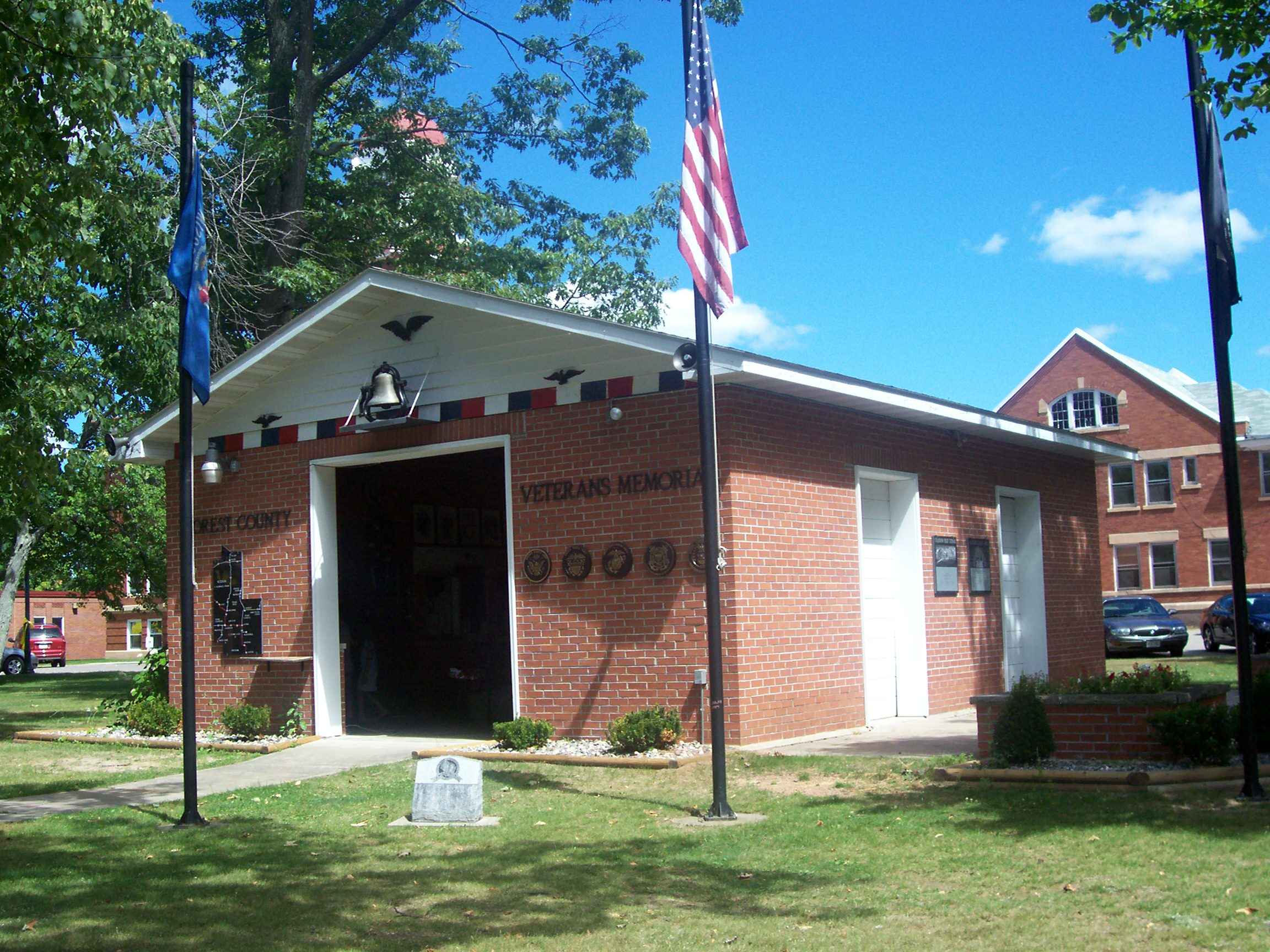
郡の退役軍人記念館
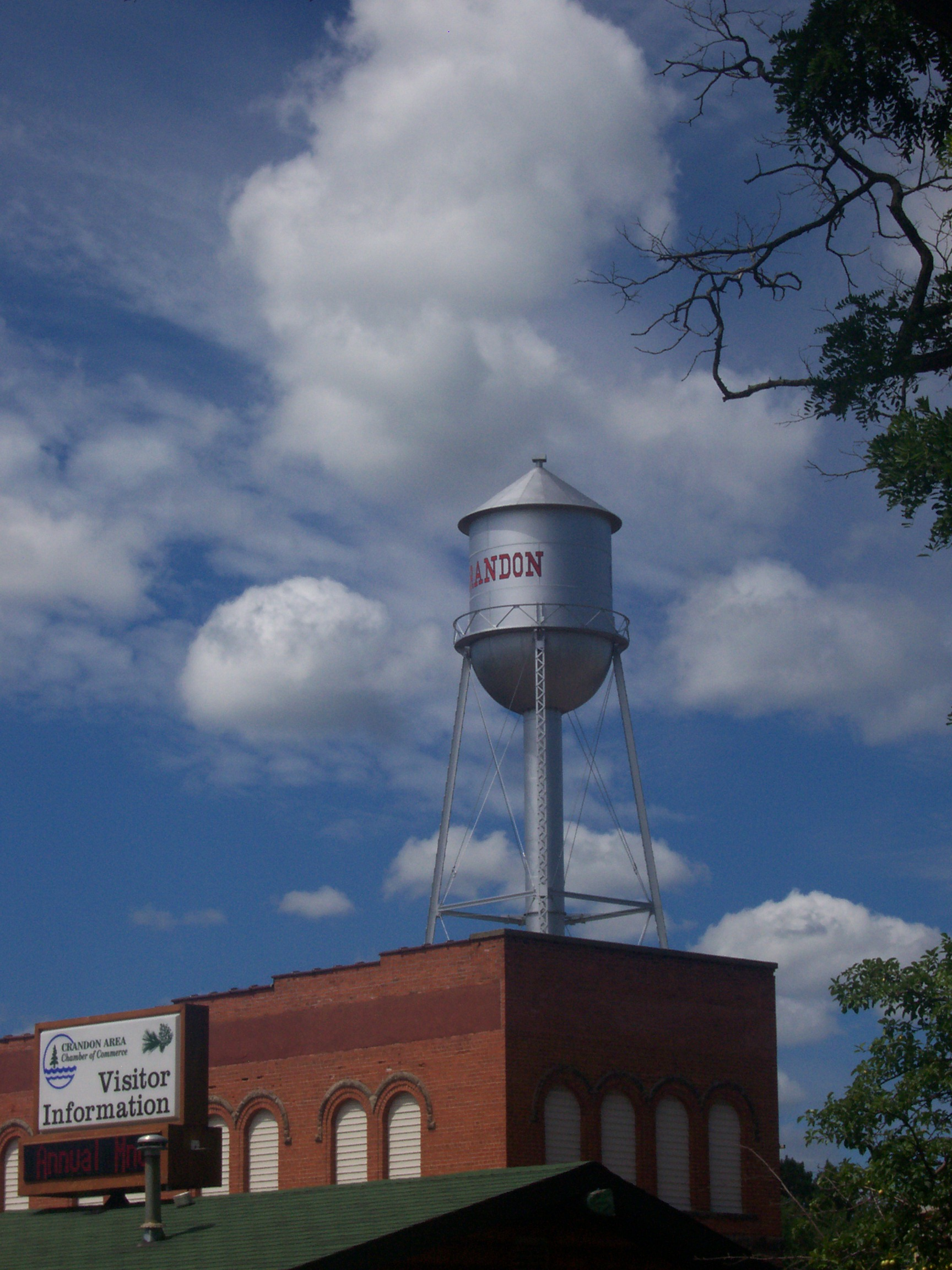
クランドンにある給水塔